# Diferenciação planetária
Na ciência planetária, diferenciação planetária é o processo pelo qual os elementos químicos de um corpo planetário se acumulam em diferentes áreas desse corpo, devido ao seu comportamento físico ou químico (por exemplo, densidade e afinidades químicas). O processo de diferenciação planetária é mediado pela fusão parcial com calor do decaimento de isótopos radioativos e acreção planetária. A diferenciação planetária ocorreu em planetas, planetas anões, o asteroide 4 Vesta e satélites naturais (como a Lua).

## Características físicas

### Massa
Uma característica física definidora de um planeta é que ele tenha massa suficiente para que a força de sua própria gravidade domine as forças eletromagnéticas que unem a sua estrutura física, levando a um estado de equilíbrio hidrostático. Isto efetivamente significa que todos os planetas são esféricos ou esferoidais. Até uma determinada massa, um objeto pode ter uma forma irregular, mas a partir deste ponto, que varia em função da sua composição química, a gravidade começa a puxar o objeto em direção ao seu centro de massa, até que ele colapsa, tornando-se uma esfera.
A massa é também o primeiro atributo pelo qual os planetas se distinguem das estrelas. O limite superior de massa para planetas é aproximadamente 13 vezes a massa de Júpiter (MJ) para objetos com abundância natural semelhante ao Sol, a partir do que ele ganha condição favorável para a fusão nuclear. Além do Sol, nenhum objeto com tal massa existe no Sistema Solar, mas há planetas extrassolares neste limite. Não há uma concordância universal para o limite de 13 MJ, e a Enciclopédia de Planetas Extrassolares inclui objetos de até 60 MJ, enquanto o Exoplanet Data Explorer considera até 24 massas de Júpiter.
O menor planeta conhecido, excluindo planetas anões e satélites, é PSR B1257+12A, um dos primeiros planetas extrassolares descobertos, que foi encontrado em 1992 em órbita de um pulsar. Sua massa é aproximadamente a metade da de Mercúrio. O menor planeta conhecido orbitando uma estrela da sequência principal que não o Sol é Kepler-37b, com massa (e raio) ligeiramente maior do que a da Lua.

### Diferenciação interna

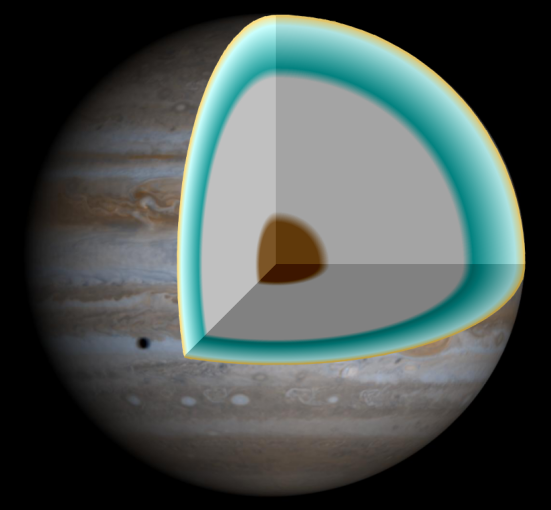
Ilustração do interior de Júpiter, com um núcleo rochoso coberto por uma espessa camada de hidrogênio metálico.

Todo planeta iniciou sua existência em um estado inteiramente fluido; no início da formação, os materiais mais densos e pesados migraram para o centro, deixando os mais leves perto da superfície. Cada um, portanto, tem o interior diferenciado, consistindo de um núcleo planetário denso, cercado de um manto que é ou era fluido. Os planetas terrestres são selados com crostas duras, mas nos gigantes gasosos o manto simplesmente se dissolve nas camadas superiores de nuvens. Os planetas terrestres possuem núcleos de elementos como ferro e níquel e mantos de silicatos. Acredita-se que Júpiter e Saturno possuam núcleos de rocha e metal, cercados de mantos de hidrogênio metálico. Urano e Netuno, que são menores, possuem núcleos rochosos, cercado de mantos de água, amônia, metano e outros "gelos" (substâncias voláteis com pontos de fusão acima de 100 K). A ação dos fluidos internos aos núcleos dos planetas cria um geodínamo, que gera um campo magnético.

### Atmosfera

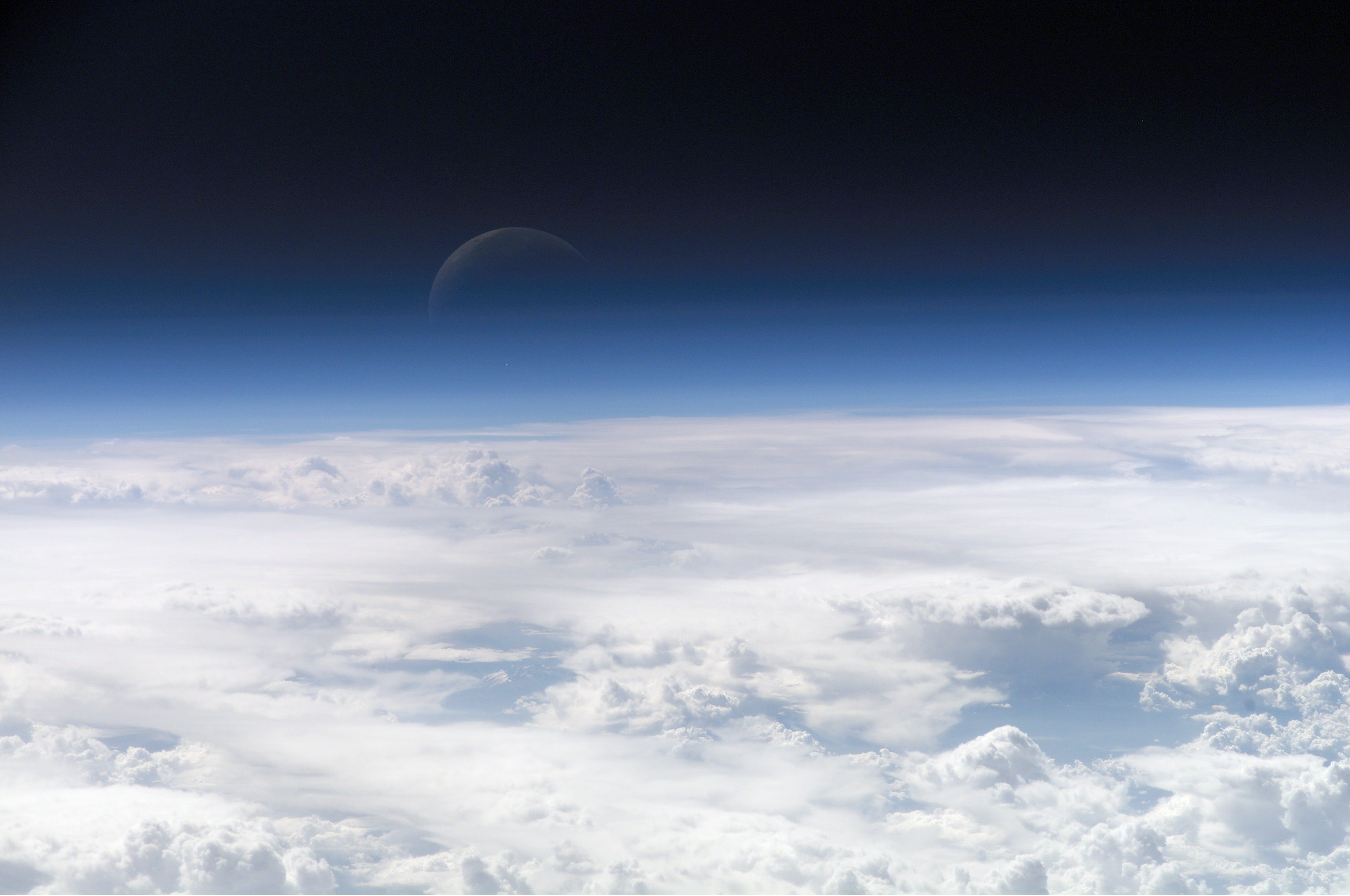
Atmosfera da Terra.

Todos os planetas do Sistema Solar têm atmosferas, uma vez que suas grandes massas tornam a gravidade suficientemente forte para manter partículas gasosas próximas à superfície. Os gigantes gasosos maiores têm massa suficiente para manter grandes quantidades dos gases leves hidrogênio e hélio, enquanto os planetas menores perdem esses gases para o espaço. A composição da atmosfera da Terra é diferente da dos outros planetas porque os diversos processos da vida que ocorreram no planeta introduziram oxigênio molecular livre.
As atmosferas planetárias são afetadas pelos variados graus de energia recebida tanto do Sol quanto dos seus interiores, levando à formação de sistemas climáticos dinâmicos, como os furacões (na Terra), tempestades de areia em escala planetária (em Marte), um anticiclone do tamanho da Terra em Júpiter (chamado a Grande Mancha Vermelha) e buracos na atmosfera (em Netuno). Pelo menos em um planeta extrassolar, o HD 189733 b, foi identificado um sistema climático similar à Grande Mancha Vermelha, mas duas vezes maior.
Foi observado que os Jupiteres quentes perdem suas atmosferas para o espaço devido à radiação estelar, tal qual as caudas dos cometas. Esses planetas podem ter grandes diferenças na temperatura entre os seus lados de dia e de noite, o que produz ventos supersônicos; no entanto, os lados de dia e de noite do HD 1889733 b parecem ter temperaturas muito similares, indicando que a atmosfera efetivamente redistribui a energia da estrela em torno do planeta.

### Magnetosfera

Representação esquemática da magnetosfera da Terra.

Uma característica importante dos planetas são seus momentos magnéticos intrínsecos, que dão origem a magnetosferas. A presença de um campo magnético indica que o planeta ainda é geologicamente ativo. Em outras palavras, planetas magnetizados possuem fluxos de materiais condutores elétricos em seu interior, gerando os campos magnéticos. Esses campos modificam significativamente a interação entre o planeta e o vento solar. Um planeta magnetizado cria uma cavidade no vento solar no seu entorno, chamada magnetosfera, que o vento solar não consegue penetrar. A magnetosfera pode ser muito maior do que o próprio planeta. Em contraste, planetas não magnetizados têm somente pequenas magnetosferas induzidas pela interação da ionosfera com o vento solar, que não é capaz de proteger efetivamente o planeta.
Dos oito planetas do Sistema Solar, apenas Vênus e Marte carecem de um campo magnético, enquanto a lua Ganimedes, de Júpiter, possui um. Dos planetas magnetizados, o campo de Mercúrio é o mais fraco, mal conseguindo defletir o vento solar. O campo magnético de Ganimedes é várias vezes maior, enquanto o de Júpiter é o maior do Sistema Solar, tão forte que representa um sério risco para a segurança de futuras missões tripuladas para as suas luas. A força dos campos magnéticos dos outros planetas gigantes é aproximadamente similar à da Terra, mas os seus momentos magnéticos são significativamente maiores. Os campos magnéticos de Urano e Netuno são fortemente inclinados em relação ao eixo rotacional e deslocados do centro do planeta.
Em 2004, uma equipe de astrônomos no Havaí observou um planeta extrassolar em torno da estrela HD 179949 que parecia estar criando uma mancha na superfície da sua estrela. A equipe lançou a hipótese de que a magnetosfera do planeta estava transferindo energia para a superfície da estrela, aumentando sua já alta temperatura de 7 760 °C em mais 400 °C.